# Federal Reserve Bank of Dallas

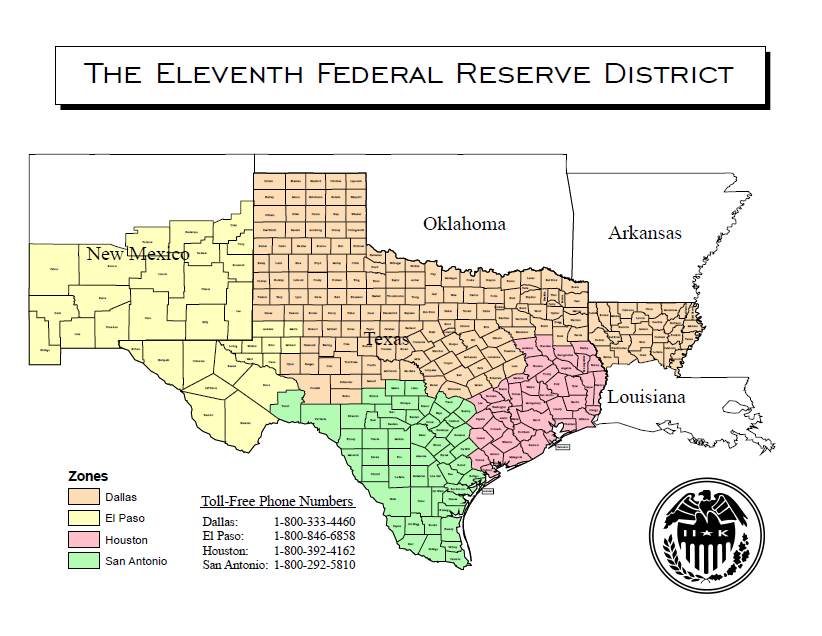
Det elfte distriktet som Dallas Fed har hand om.

Federal Reserve Bank of Dallas, kallas Dallas Fed,  är en regional centralbank inom USA:s centralbankssystem Federal Reserve System. De har ansvaret för det elfte distriktet i centralbankssystemet, vilket innebär att de har ansvaret för hela delstaten Texas samt delar av delstaterna Louisiana och New Mexico. Dallas Fed använder sig av bokstaven K och siffran 11 för att identifiera sig på de dollar-sedlar som används i distriktet. De har sitt huvudkontor i Dallas i Texas och leds av Lorie K. Logan.

## Historik
Federal Reserve System har sitt ursprung från den 23 december 1913 när lagen Federal Reserve Act signerades av USA:s 28:e president Woodrow Wilson (D). Den 2 april 1914 meddelade Federal Reserve System att distrikten var bestämda och var de regionala centralbankerna skulle vara placerade. Den 18 maj grundades samtliga tolv regionala centralbanker medan den 16 november öppnades dessa officiellt.

## Ledare
Källa: 
* = Ordförande för Federal Reserve System.
|             | Person               | Period    |
| ----------- | -------------------- | --------- |
| Bankchefer  |                      |           |
|             | Oscar Wells          | 1914–1915 |
|             | R.L. Van Zandt       | 1915–1922 |
|             | B.A. McKinney        | 1922–1925 |
|             | Lynn P. Talley       | 1925–1931 |
|             | B.A. McKinney        | 1931–1936 |
| Presidenter |                      |           |
|             | B.A. McKinney        | 1936–1939 |
|             | R.R. Gilbert         | 1939–1953 |
|             | Watrous H. Irons     | 1954–1968 |
|             | Philip E. Coldwell   | 1968–1974 |
|             | Ernest T. Baughman   | 1975–1980 |
|             | Robert H. Boykin     | 1981–1991 |
|             | Robert D. McTeer Jr. | 1991–2004 |
|             | Helen Holcomb        | 2004–2005 |
|             | Richard W. Fisher    | 2005–2015 |
|             | Helen Holcomb        | 2015      |
|             | Robert S. Kaplan     | 2015–2021 |
|             | Meredith N. Black    | 2021–2022 |
|             | Lorie K. Logan       | 2022–     |